# Bolikhamsai (provins)
Bolikhamsai , (lao:  ບໍລິຄໍາໄຊ) är en provins i mellersta Laos. Provinsen hade 214 900 invånare år 2004, på en area av 14 863 km². Provinshuvudstaden är Pakxan.

## Administrativ indelning
Provinsen är indelad i följande distrikt:
1. Bolikhanh (11–04)
2. Khamkheuth (11–05)
3. Pakkading (11–03)
4. Paksan (11–01
5. Thaphabath (11–02)
6. Viengthong (11–06)